# Neospirifer
Genre
Neospirifer est un genre fossile de brachiopodes marins de la famille des Trigonotretidae (ordre des Spiriferida).
Le genre est largement présent en Eurasie, dans les Amériques et en Australie où il a vécu durant le Carbonifère et le Permien il y a environ entre 359 et 252 Ma (millions d'années).

## Description
Neospirifer montre des coquilles épaisses, finement costées (striées) avec un sillon marqué. Ces brachiopodes ont une longueur, selon leur axe de symétrie de 2,5 à 3 cm. De nombreuses d'espèces sont décrites, en fonction, en particulier de la forme du sillon, ce qui en fait un fossile stratigraphique très utile pour dater les séries de la fin du Paléozoïque,,.

## Liste des espèces
Selon GBIF (26 octobre 2024) :
- † Neospirifer amphigyus (Cooper & Grant, 1976)
- † Neospirifer amplus Archbold & Thomas, 1986
- † Neospirifer apothescelus Cooper & Grant, 1976
- † Neospirifer bakeri (King, 1931)
- † Neospirifer borealis Manankov, 2019
- † Neospirifer cameratiformis Hu, 1983
- † Neospirifer campbelli Maxwell, 1964
- † Neospirifer chivatschensis Zavodowsky, 1968
- † Neospirifer contracta Ivanov & Ivanova, 1937
- † Neospirifer crassiconchialis Zavodovsky, 1959
- † Neospirifer dunbari King, 1933
- † Neospirifer foordi Archbold & Thomas, 1986
- † Neospirifer formulosus Cooper & Grant, 1976
- † Neospirifer grandis (Archbold & Thomas, 1986)
- † Neospirifer huecoensis (King, 1931)
- † Neospirifer incipiens Plodowski, 1968
- † Neospirifer invisus Zavodovsky, 1958
- † Neospirifer kalashnikovi Waterhouse, 2004
- † Neospirifer koewbaidhoni Yanagida, 1967
- † Neospirifer latus Dunbar & Condra, 1932
- † Neospirifer licharewi Abramov, 1970
- † Neospirifer mansuetus Cooper & Grant, 1976
- † Neospirifer mengjiushanensis Lee & Su, 1980
- † Neospirifer neali Cooper & Grant, 1976
- † Neospirifer neocameratus Stepanov, 1998
- † Neospirifer notialis Cooper & Grant, 1976
- † Neospirifer omolonensis Einor, 1959
- † Neospirifer paranitiensis (Zavodowsky, 1960)
- † Neospirifer parenensis Zavodowsky, 1968
- † Neospirifer permicus Ifanova, 1972
- † Neospirifer placidus Cooper & Grant, 1976
- † Neospirifer plana Chen, 2004
- † Neospirifer plicatus (Archbold & Thomas, 1986)
- † Neospirifer poletaevi Waterhouse, 2004
- † Neospirifer postplicatus (Archbold & Thomas, 1986)
- † Neospirifer praenuntius Easton, 1962
- † Neospirifer preplicatus (Hogeboom, 1999)
- † Neospirifer pristinus Maxwell, 1951
- † Neospirifer pseudonitiensis Plodowski, 1968
- † Neospirifer ravaniformis (Waterhouse, 1978)
- † Neospirifer rhomboidalis Kalashnikov, 1998
- † Neospirifer rhomboides Feng, 1986
- † Neospirifer shenshuensis Lee & Su, 1980
- † Neospirifer snjatkovi Zavodowsky, 1968
- † Neospirifer tajmyrica Einor, 1959
- † Neospirifer tibetensis (Ting, 1962)
- † Neospirifer tricostatus Zavodowsky, 1968
- † Neospirifer triplicata Hall, 1852
- † Neospirifer woolagensis (Archbold, 1997)
- † Neospirifer wynneiformis Zavodovsky, 1959

## Galerie

Différentes vues de Neospirifer dunbari.
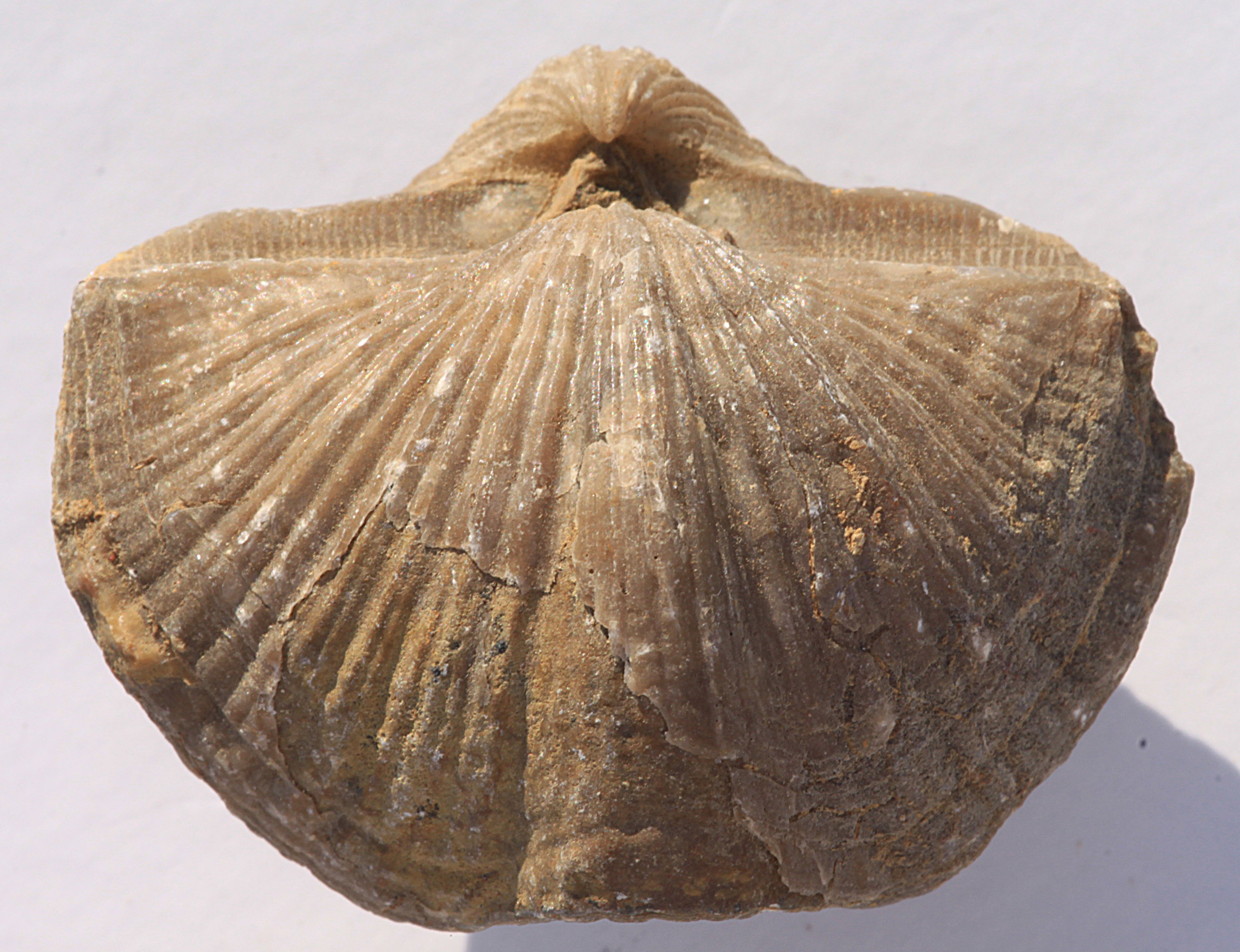
Vue de la valve brachiale. Carbonifère supérieur (Kasimovien) du Texas.
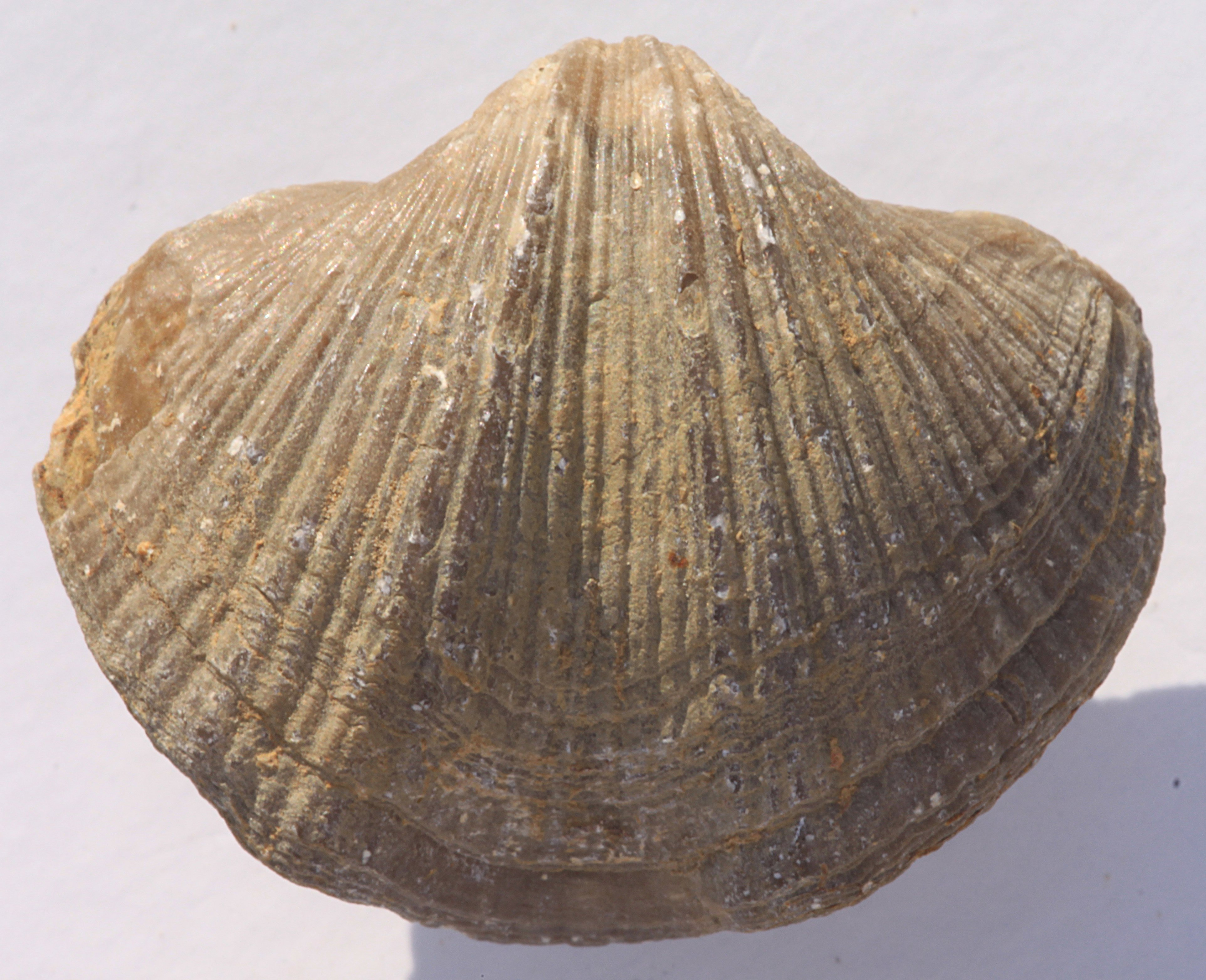
Vue de la valve pédonculaire.
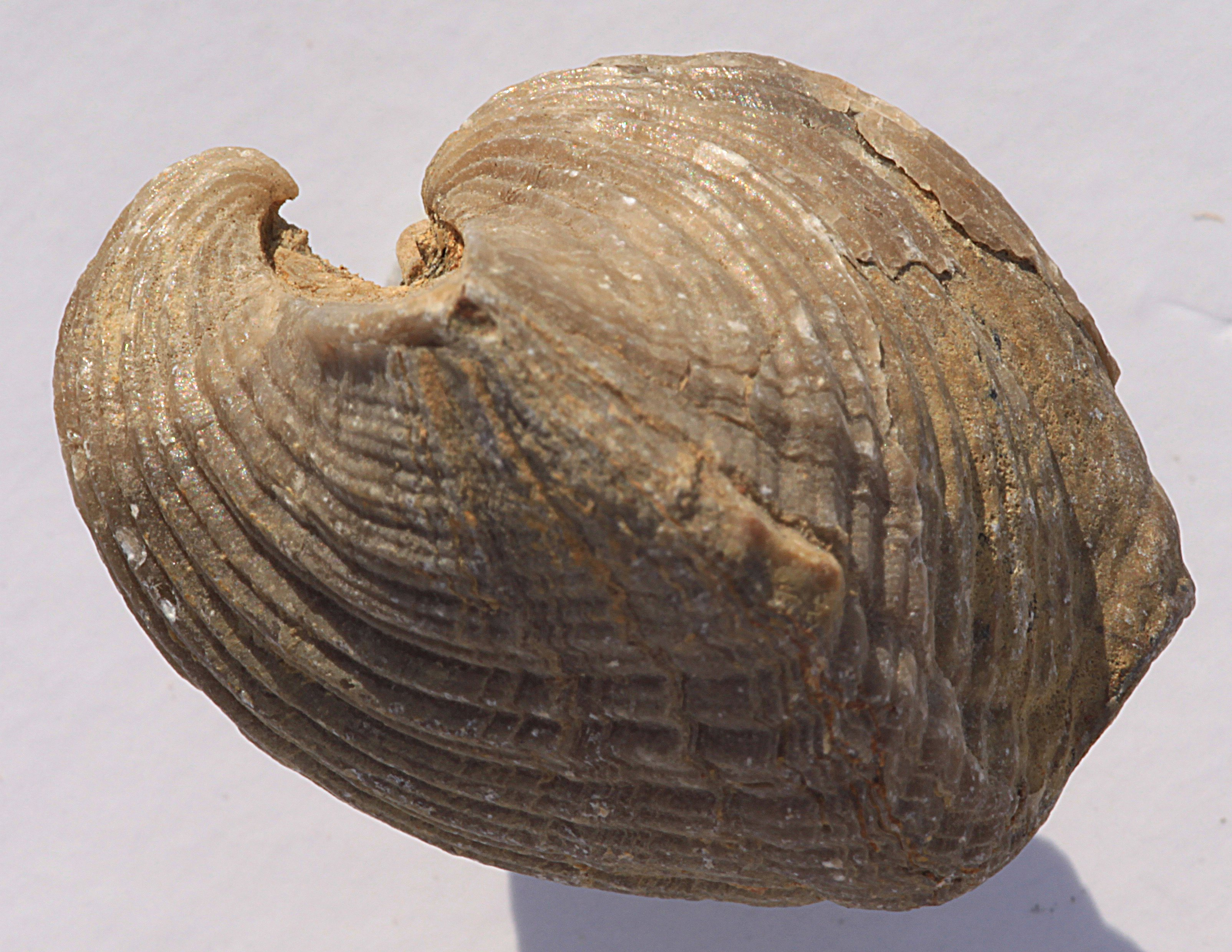
Vue latérale avec le foramen proéminent.
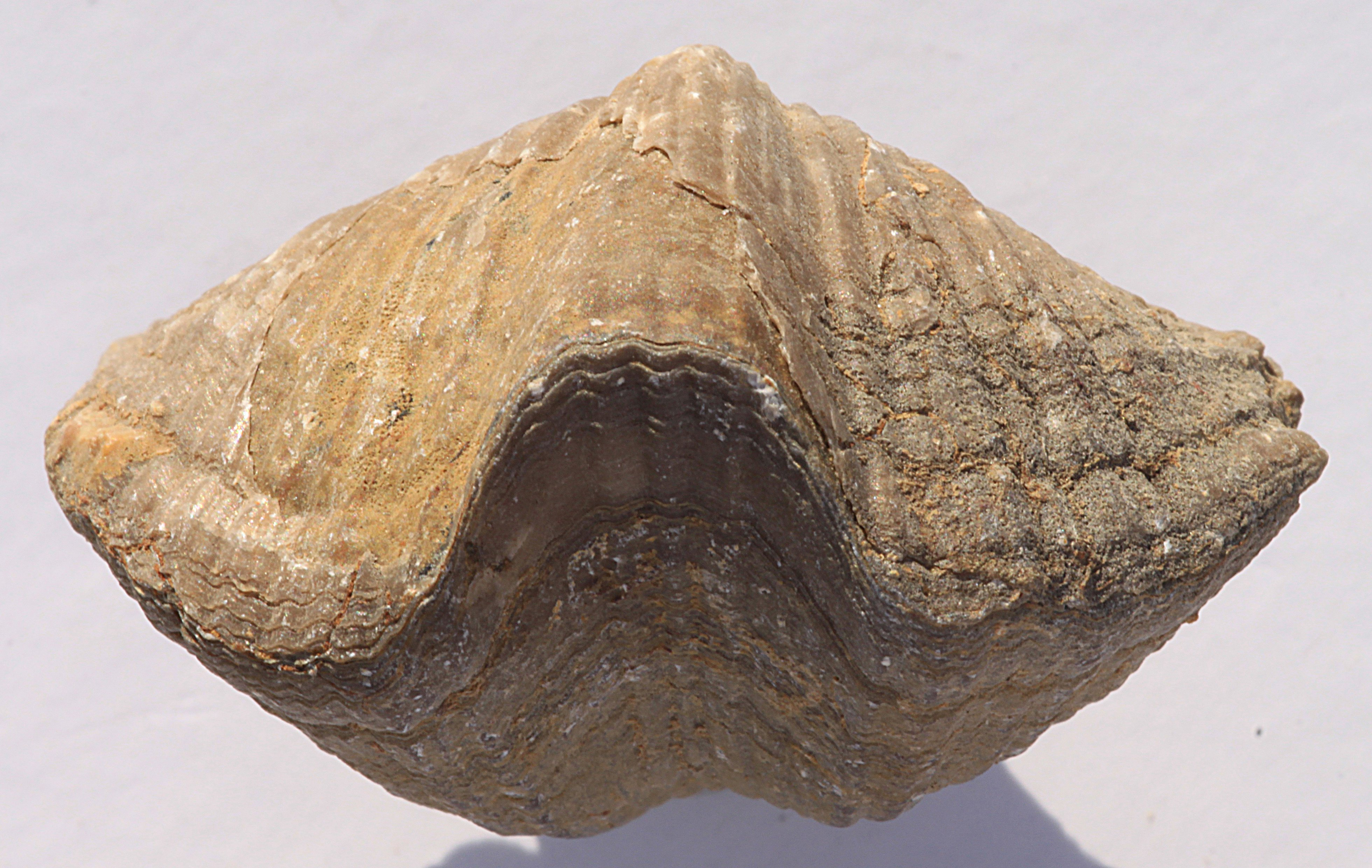
Vue de face (ouverture) avec le sillon marqué.

## Systématique
Le nom valide complet (avec auteur) de ce taxon est Neospirifer Frederiks (d), 1924. 
Neospirifer a pour synonymes :
- Alphaneospirifer Gatinaud, 1949
- Betaneospirifer Gatinaud, 1949

### Publication originale
- (ru) G. N. Frederiks, « [Palaeontological studies - 2. On Upper Carboniferous spiriferids of the Urals] », Izv. Geol. Kom., 1924, vol. 38, n. 3, n. 295-324.